# Psychomagia
Psychomagia est un album dont la musique, jouée par le quatuor Abraxas (du nom du 19e volume de la série Book of Angels), est une suite composée par John Zorn pour le groupe. L'inspiration du compositeur prend sa source chez Giordano Bruno et Alejandro Jodorowsky.

## Titres
| No | Titre                             | Durée |
| -- | --------------------------------- | ----- |
| 1. | Metapsychomagia                   | 7:32  |
| 2. | Sacred Emblems                    | 3:03  |
| 3. | Circe                             | 6:03  |
| 4. | Squaring The Circle               | 5:52  |
| 5. | Celestrial Mechanism              | 2:33  |
| 6. | Evocation Of The Triumphent Beast | 6:25  |
| 7. | Four Rivers                       | 3:55  |
| 8. | Nameless God                      | 4:36  |
| 9. | Anima Mundi                       | 4:15  |

## Personnel
- Aram Bajakian - guitare
- Shanir Ezra Blumenkranz - basse, guembri
- Kenny Grohowski - batterie
- Eyal Maoz - guitare